# Мията, Ритомо
Ритомо Мията (яп. 宮田莉朋, род. 10 августа 1999, Дзуси, Канагава, Япония) — японский автогонщик. В сезоне 2024 года выступает в Формуле-2 за команду Rodin Carlin. В сезоне 2023 года выиграл гонки Супер-Формулы и Super GT. В младших формулах выиграл чемпионат Super Formula Lights в сезоне 2020 года и дважды в Японской Формуле-4, в сезонах 2016—2017 годов.

## Карьера

### Младшие формулы
В сезоне 2015 года Мията дебютировал в формульных гонках в Японской Формуле-4 в составе команды Takagi Racing, на следующий сезон присоединился к команде TOM'S, выиграл две гонки и стал чемпионом. В сезоне 2017 года Ритомо вернулся в Формулу-4, где выиграл ещё четыре гонки и 11 раз финишировал на подиуме, сумев снова выиграть чемпионат, опередив Укё Сасахару и Юки Цуноду, будущего гонщика Формулы-1. В том же сезоне участвовал в Японской Формуле-3, где завоевал несколько подиумов и занял четвёртое место. В последующие два сезона продолжил выступать в Японской Формуле-3, где одержал ещё десять побед в серии и дважды занял второе место в личном зачёте.

### Super GT
В сезоне 2018 года Мията участвовал в чемпионате Super GT в классе GT300 в составе команды LM Corsa за рулём Lexus RC F GT3. Ритомо завоевал первый подиум на трассе Бурирам, завоевав третье место. В следующем сезоне одержал свою первую победу на этапе в Автополисе и впервые принял участие в гонке в категории GT500. В сезоне 2020 года выступал в категории GT500 за команду Toyota Bandoh, несколько раз попав в очковую зону, а в сезоне 2021 года выступал полный сезон. На трассе Фудзи выиграл свой первый поул в классе GT500 и финишировал седьмым в гонке.
В сезоне 2022 года в одном экипаже с Сашей Фенестразом одержал свою первую победу в серии на трассе Фудзи. Экипаж также завоевал ещё один подиум и занял шестое место в личном зачёте. На следующий сезон, снова при поддержке Toyota и команды TOM'S, Мията выступал в экипаже в паре с Шо Цубои. После сложной первой гонки экипаж завоевал победу на трассе Фудзи и второго места на Судзуке. В следующих трёх гонках дуэт всегда финишировал в первой десятке, а в Автополисе экипаж одержал вторую победу в сезоне. Экипаж повторил свои результаты на последнем этапе сезона в Мотеги. Благодаря этим результатам Мията и Цубои стали чемпионами серии.

### Супер-Формула
В сезоне 2020 года Мията принял участие в чемпионате Super Formula Lights, где одержал 12 побед и 16 подиумов в 17 гонках, что привело его к победе в чемпионате. В том же сезоне Ритомо также участвовал в двух гонках Супер-Формулы за команду Vantelin Team TOM'S, в сезоне 2021 года Мията выступал во всех гонках сезона, заняв место Ника Кэссиди. В сезоне 2022 года Ритомо выступал в команде вместе с Джулиано Алези. Во второй гонке на трассе Фудзи впервые поднялся на подиум в своей категории, заняв третье место после Томоки Нодзири и Рё Хиракавы. Мията повторил свои успехи в последней гонке сезона на Судзуке, где выиграл гонку. По итогам сезона Мията занял четвёртое место в личном зачёте.
На следующий сезон Ритомо продолжил выступать за команду Vantelin Team TOM'S. Ритомо одержал две победы: первую в Судзуке, опередив Шо Цубои, и вторую в Суго, опередив Томоки Нодзири. Благодаря двойному подиуму в финальном этапе Мияте удалось стать чемпионом, опередив пилота Red Bull Junior Team Лиама Лоусона.

### Формула-2
В сезоне 2024 года при поддержке Toyota Мията выступает в Формуле-2 за команду Rodin Carlin.

### Гонки на выносливость
В сентябре 2023 года, в дополнение к своим выступлениям в Супер-Формуле, Мията принял участие в гонке «6 часов Фудзи», этапе чемпионата мира по автогонкам на выносливость, в классе GTE Am за рулём машины Ferrari 488 GTE Evo команды Kessel Racing. В своей первой гонке WEC Ритомо поднялся на подиум, заняв третье место в своём классе.
В сезоне 2024 года Мията стал резервным гонщиком команды Toyota Gazoo Racing и выступает в Европейской серии Ле-Ман в классе LMP2 за команду Cool Racing.